# Американска крастава жаба
Американската крастава жаба (Anaxyrus americanus) е вид земноводно от семейство Крастави жаби (Bufonidae).

## Разпространение
Разпространена е в Северна Америка от Лабрадор и Манитоба на север до северните части на Тексас и Луизиана на юг. Видът е широко разпространен в източната част на континента.